# Bitva u Ferrybridge
Bitva u Ferrybridge, která se odehrála 28. března 1461, byl malý vojenský střet mezi rody Yorků a Lancasterů v době války růží a byla předehrou před daleko větší a krvavější bitvou u Towtonu.
Poté, co byl prohlášen anglickým králem, shromáždil Eduard IV. velké vojsko a přesouval se s ním na sever do Yorkshire k pozici Lancasterů, kteří tábořili za řekou Aire. 27. března předvoj Yorského vojska vedený Richardem Nevillem, hrabětem z Warwicku dorazil k Ferrybridge a zahájil stavbu přechodného mostu na místě, kde stál původní most, který předtím Lancasterové zničili. Při stavbě ztratil mnoho mužů, kteří se utopili v ledové vodě řeky nebo padli pod šípy vystřelovanými malými oddíly nepřítele z protějšího břehu. Poté, co se jim podařilo vybudovat přechodný most, začali opravovat původní konstrukci a utábořili se na severním břehu řeky.
Druhý den ráno byli Yorkové napadeni velkým oddílem Lancasterů vedeným Johnem Cliffordem a Johnem Nevillem (Warwickovým nevlastním prastrýcem). Yorkové byli tímto útokem překvapeni a utrpěli velké ztráty. Warwickův zástupce v táboře John Radcliffe byl zabit, když se pokoušel zorganizovat obranu tábora, padl také jeho nevlastní bratr Bastard ze Salisbury a i Warwick sám byl zraněn šípem do nohy. Uvádí se, že v tomto boji padlo asi 3000 mužů.
Krátce po bitvě dorazil Eduard se svým vojskem a když se s Warwickem vrátili k mostu, zjistili, že je opět zničen. Warwick poslal svého strýce lorda Fauconberga s yorským jezdectvem po proudu řeky, aby našli brod a pronásledovali lorda Clifforda. Fauconberg dostihl lorda Clifforda a jeho oddíl na dohled od hlavního Lancasterského vojska a po zuřivé bitce jeho oddíl porazil. Clifford sám byl zabit střelou šípem do krku, na němž neměl, jak bývalo zvykem, brnění, chránící tuto část těla.